# De Machinist
De Machinist is een pand aan de zuidkant van de Coolhaven in de Rotterdamse wijk Delfshaven. Het uit 1952 daterende L-vormige gebouw is ontworpen door de architecten Cornelis Elffers en B.J.K. Cramer. Het werd eerst gebruikt als machinistenschool voor de koopvaardij en werd later het gebouw voor de Scheepvaart & Transport College. Anno 2014 is het een cluster van kennis-, kunst- en cultuurinitiatieven met een café-restaurant.

## Oorspronkelijk
Het gebouw werd gebouwd tussen 1944 en 1949. In het oorspronkelijke gebouw bevond zich op de begane grond de machinekamer. Op de eerste verdieping was een oude lerarenkamer te vinden. Het gebouw had een zadeldak met hanenbalken. Het plakkaat aan de buitenmuur van De Machinist vertelt dat het gebouw oorspronkelijk dienstdeed als machinistenschool. Op deze plek zouden leerlingen tot 2005 hebben gestudeerd voor de opleiding tot machinist. In 2005 zou de Machinistenschool gefuseerd zijn met andere scheepvaartopleidingen tot het Scheepvaart en Transportcollege dat zich zou vestigen in het Lloydkwartier.

## Verbouwing
De oude machinistenschool kreeg een nieuwe bestemming, net zoals vele andere oude gebouwen op het Coolhaveneiland gedurende het eerste decennium van de 21ste eeuw. Woningcorporatie Woonbron en Kristal Projectontwikkeling gaven de opdracht om het gebouw te vernieuwen, wat onder projectarchitect Theo Verstralen werd uitgevoerd. Tijdens de verbouwing behield het gebouw van zowel de binnen- als de buitenkant zo veel mogelijk haar industriële uiterlijk. De oorspronkelijke werkbalken onder het plafond en de stalen kozijnen zijn nog steeds zichtbaar. Aan de buitenkant is het gevelbeeld behouden gebleven. Wel zijn de vloeren gelijkgemaakt en is de machinekamer op de begane grond veranderd in een horecaruimte. Ook zijn de verlaagde plafonds en de scheidingswanden die in latere tijden werden aangebracht verwijderd. Naast de hoofdentree is een tweedeurslift geplaatst. Op iedere verdieping is achter de lift een nieuwe ruimte, de lifthal te vinden. De oude lerarenkamers werd omgewerkt tot een bijeenkomstruimte met wand- en plafondschilderingen door Jaap Gidding. De ruimte wordt getypeerd door de mintgroene van de oorspronkelijke plafondbalken en kolommen. Op de verdieping onder de begane grond werd in de korte vleugel een kinderdagverblijf ingericht. Het oude ketelhuis in de kelder kreeg een nieuwe functie als een kleine bioscoopzaal met ruimte voor veertig plaatsen. Op de zolder zijn op de lange vleugel werkplekken voor flexwerkers gemaakt terwijl een dansschool plaats nam in de korte vleugel. In de korte vleugel is een deel van de oude hanenbalken verwijderd en vervangen door wat hoger geplaatste spantbenen. Het zadeldak werd opnieuw gedekt en enkele leien werden vervangen. Verder werden in de uitsparingen van het dak dakramen geplaatst. Daarnaast werd het gebouw aangesloten op het Rotterdamse systeem van stadsverwarming.